# 三弦

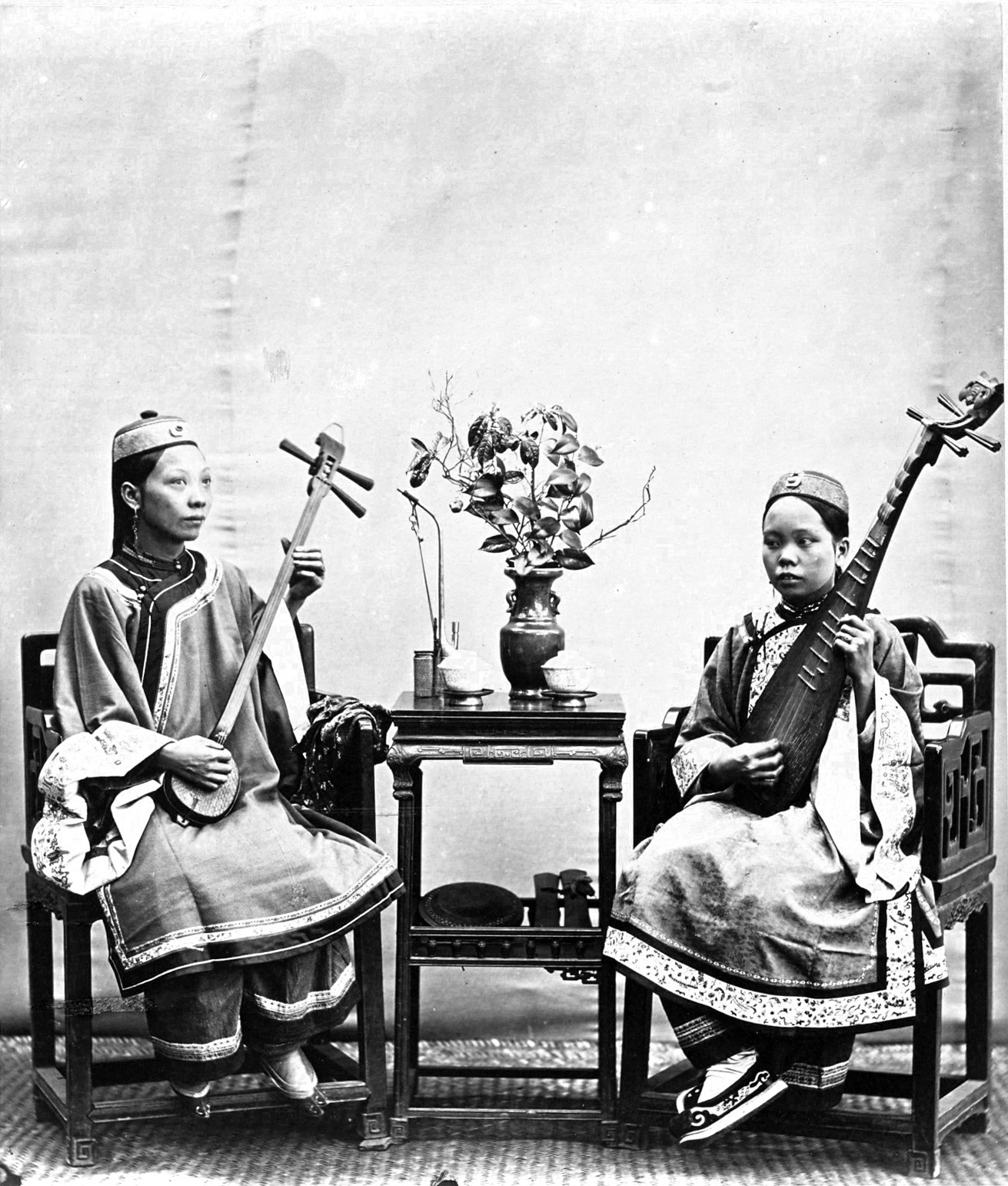
十九世纪的三弦和琵琶演奏者。

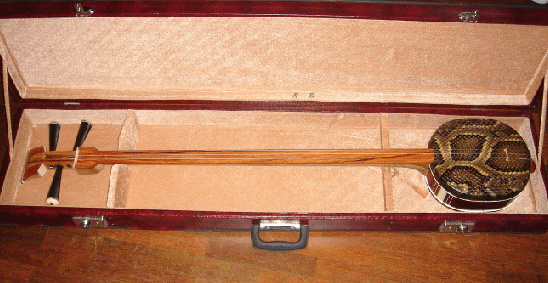
大三弦

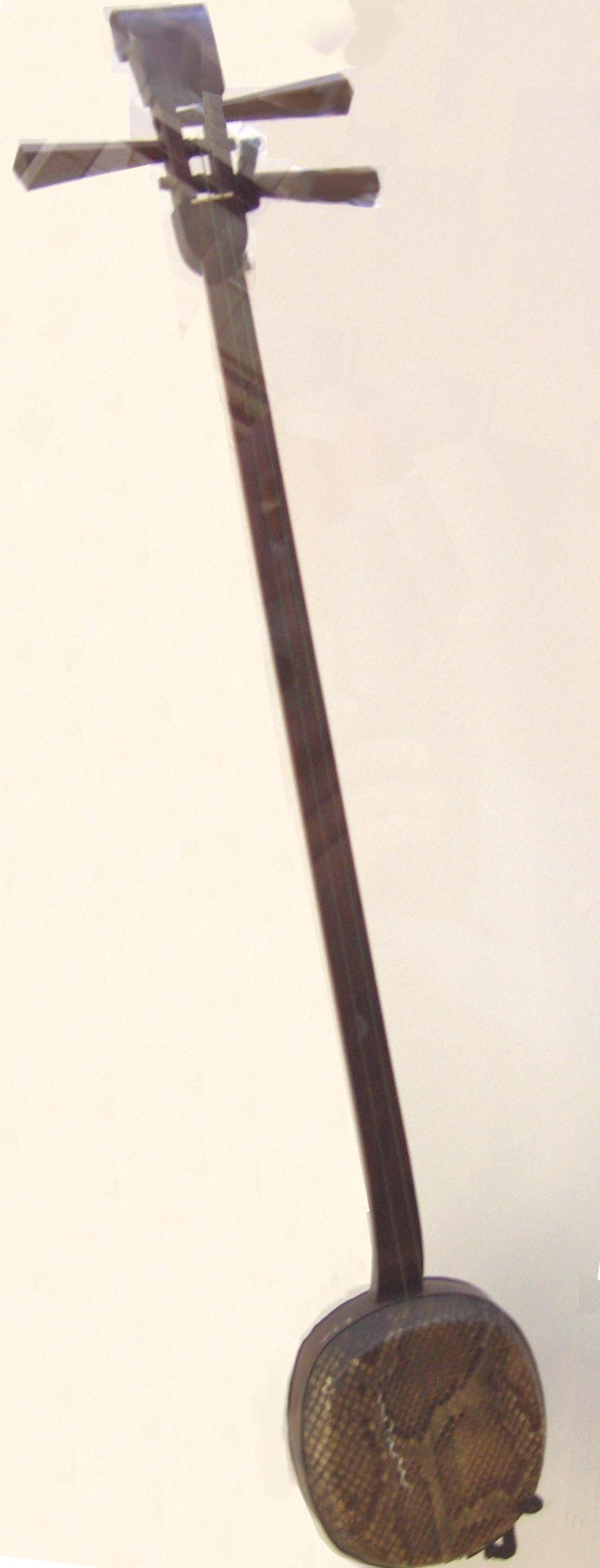
三弦

三弦，中国传统彈撥乐器。共張三根弦，故名“三弦”。在崑曲、淮海戲、大弦子戲等戲曲與單弦、大鼓、三弦書等曲藝中為主奏樂器，亦用於京劇的「三大件」、江南絲竹的「八大件」、廣東音樂的「五架頭」、南管的上四管。由於其獨特音色，在民族樂團中有重要的地位。有大量由戲曲伴奏音樂和古琴曲移植的合奏曲，卻缺乏專為發揮三弦特色之獨奏曲。
流行於中國北方的三弦稱為大三弦、大鼓三弦、京三弦，一般長122厘米，流行於中國南方的三弦稱為小三弦、曲弦、南三弦、南弦子，一般長95厘米，評彈用的則為書弦，與曲弦略有差異。1920年代出現加弦三弦，並未普及。2000年代末，王振先改良加弦三弦，並編寫相關文章。
三弦自福建传至琉球演变成三線，至日本成为三味線。

## 歷史
在文獻上，三弦名稱最早出現於唐代崔令钦的《教坊记》，但無法確定是否唐代三弦與現代所稱的三弦是否相同。
三弦兴盛于元代，是元曲的主要伴奏乐器之一。 明代杨慎认为“今次三弦，始于元时”。
清朝毛奇龄認為三弦為秦朝樂器弦鼗演變而成。其說法來自《舊唐書》，但《舊唐書》記載弦鼗為琵琶的前身，與毛奇齡說法不一。
三弦也是滿族傳統樂器，如《欽定滿族祭神祭天典禮》中就記載以三弦作為奏神樂的樂器之一。中華人民共和國學者何昌林主張三弦為滿族所發明，在唐朝時，渤海國進貢的渤海琴即為三弦。

## 構造
三弦包括琴身（包括琴頭、琴頸、琴身、皮膜）、琴弦系統（包括琴弦、弦軸、码子和指甲）

### 琴身
- 琴頭
上端為鋤頭狀或是書卷狀，或飾以象牙片或骨片，下開弦槽及弦軸孔，左邊裝2弦軸，右邊裝1弦軸
- 琴頸
上接琴頭，下接琴身，琴頸上端為山口，琴頸幾乎全為無品指板，指板與皮膜在同一水平面，琴頸下端一段向背彎曲與連接琴身。
- 琴身
又稱琴鼓，略程方形，以原木鑿空，或以木片膠合成木框，兩面蒙以蛇皮。
- 皮膜

### 琴弦系統
三弦內外弦定為八度。外弦與中弦定為五度或四度，音域約三個八度。外弦與中弦定為四度者稱為『硬中弦』;外弦與中弦定為五度者稱為『軟中弦』。

## 演奏方法
琴身放在右大腿外側，左手持琴頸，琴身呈45度。戴假指甲彈奏。有时，三弦也像胡琴一样演奏。

## 音色
其音色干涩，音量大。1950年代至1960年代經蕭劍聲的改革，音色變為厚亮，大型的三弦音域多於3個八度。

## 流传
- 三弦传入琉球後發展成三線；三線傳入日本後，发展成三味线。在日本有把“三味线”称为“三弦”的习惯。另傳入越南後發展成彈三
- 重金屬樂手何勇曾在创作演奏中使用三弦
- 2011年李克勤演唱會中，三弦演奏家趙太生為李克勤伴奏，並與搖滾樂隊合奏
- 2024年黑神話：悟空遊戲裡的第二章節，開場的無頭說書人（靈吉菩薩）彈奏的陝北說書就是三弦

## 三弦演奏家
- 趙太生
- 白風岩
- 李乙
- 馮少先
- 蕭劍聲
- 趙承偉
- 黃桂芳

## 主要樂曲
- 合奏曲
  - 《黑土歌》（三弦與樂隊）
  - 《皇城根兒》（三弦合奏）
  - 《江南春》（三弦與琵琶）
  - 《說書調》（三弦與蘇婭四胡）
  - 《迎新春》（三弦與揚琴）
- 獨奏曲
  - 《風雨鐵馬》
  - 《越調》
  - 《沙漠之旅》
- 協奏曲
  - 《阿勒頗》
  - 《古塞隨想》
  - 《儺》